# Örvös kígyászölyv
Az örvös kígyászölyv (Circaetus cinerascens) a vágómadár-alakúak (Accipitriformes) rendjébe, ezen belül a vágómadárfélék családjába és a kígyászölyvformák (Circaetinae) alcsaládjába tartozó faj.

## Rendszerezése
A fajt Johann Wilhelm von Müller német ornitológus írta le 1851-ben.

## Előfordulása
Afrikában, Angola, Benin, Bissau-Guinea, Botswana, Burkina Faso, Burundi, Kamerun, a Közép-afrikai Köztársaság, Csád, a Kongói Demokratikus Köztársaság, Elefántcsontpart, Etiópia, Gambia, Ghána, Guinea, Kenya, Malawi, Mali, Namíbia, Niger, Nigéria, Ruanda, Szenegál, Sierra Leone, Szudán, Tanzánia, Togo, Uganda, Zambia és Zimbabwe területén honos.
Természetes élőhelyei a szubtrópusi és trópusi síkvidéki esőerdők, szavannák és cserjések, mocsarak, folyók és patakok környékén, valamint szántóföldek. Állandó, nem vonuló faj.

## Megjelenése
Testhossza 60 centiméter, szárnyfesztávolsága 114 centiméter, testtömege átlagosan 1125 gramm.
|  |  |

## Életmódja
Tápláléka hüllőkből és kétéltűekből áll.

## Természetvédelmi helyzete
Az elterjedési területe rendkívül nagy, egyedszáma ugyan csökken, de még nem éri el a kritikus szintet. A folyami erdők kiirtása veszélyezteti. A Természetvédelmi Világszövetség Vörös listáján nem fenyegetett fajként szerepel.